# La catifa màgica
La catifa màgica (originalment en danès, Hodja fra Pjort) és una pel·lícula d'aventures fantàstica d'animació danesa del 2018 escrita i dirigida per Karsten Kiilerich, basada en el llibre infantil homònim de l'escriptor danès Ole Lund Kirkegaard. La pel·lícula es va estrenar a Dinamarca el 2 de febrer de 2018, on va tenir 164.273 espectadors. Va recaptar 1.230.407 dòlars a tot el món. El 2019 es va estrenar el doblatge en català oriental; també s'ha doblat al valencià per a À Punt.

## Argument
L'infant Hodja viu al petit poble de Pjort, però somia a viatjar pel món. Així, en contra de la voluntat del seu pare, fa un tracte amb el seu veí que li permet agafar la seva catifa voladora amb la condició que en Hodja intenti trobar la seva neta, la Diamond.

## Repartiment
- Thure Lindhardt com a Hodja
- Özlem Saglanmak com a Smaragd
- Peter Zhelder com a Rotten
- Kurt Ravn com a El Faza
- Peter Frödin com al sultà
- Raaberg com a Mor Birgitte
- Lars Ranthe com a Far
- Rebecca Rønde Kiilerich com a Perlesten
- Jens Jacob Tychsen com a Grumme
- Troells Toya com a Salep
- Erik Holmey i Michael Zuckow Mardorf com a Vagt
- Vibeke Duehol com a l'esposa preferida del sultà[3]